# Баладжи Баджи-рао
Баладжи Баджи-рао (8 декабря 1720 — 23 июня 1761), также известный как Нана-сахиб — пешва (глава правительства) государства маратхов из семьи Бхат.

## Биография
Баладжи Баджи-рао был старшим сыном пешвы Баджи-рао I, который перенёс административную столицу государства маратхов из Сатары в Пуну, ставшую с тех пор резиденцией пешв. Баладжи Баджи-рао много сделал для развития Пуны, многие возведённые по его распоряжению сооружения простояли века.
В 1749 году скончался правитель маратхов Шахуджи. Его наследник Раджарам II оказался слабым и некомпетентным правителем, и вся реальная власть в государстве маратхов сосредоточилась в руках пешвы.
Баладжи Баджи-рао продолжал политику отца и деда, направленную на расширение подконтрольной маратхам территории. В 1758 году маратхи вторглись в Пенджаб, что привело их в прямую конфронтацию с Дурранийской империей Ахмад-шаха Абдали. В 1761 году маратхи потерпели крупное поражение в битве при Панипате. От потрясения, вызванного известием об этом поражении, Баладжи Баджи-рао скончался.